# Кейп-Елізабет (Мен)
Кейп-Елізабет (англ. Cape Elizabeth) — місто (англ. town) в США, в окрузі Камберленд штату Мен. Населення — 9535 осіб (2020).

## Демографія
Згідно з переписом 2010 року, у місті мешкало 9015 осіб у 3616 домогосподарствах у складі 2620 родин. Було 3963 помешкання
Расовий склад населення:
| - 96,6 % — білих - 1,4 % — азіатів - 0,5 % — чорних або афроамериканців - 0,2 % — корінних американців - 0,1 % — вихідців з тихоокеанських островів |

До двох чи більше рас належало 1,0 %. Частка іспаномовних становила 1,4 % від усіх жителів.
За віковим діапазоном населення розподілялося таким чином: 25,0 % — особи молодші 18 років, 58,9 % — особи у віці 18—64 років, 16,1 % — особи у віці 65 років та старші. Медіана віку мешканця становила 46,8 року. На 100 осіб жіночої статі у місті припадало 93,0 чоловіків;  на 100 жінок у віці від 18 років та старших — 87,0 чоловіків також старших 18 років.
Середній дохід на одне домашнє господарство  становив 127 692 долари США (медіана — 106 157), а середній дохід на одну сім'ю — 152 229 доларів (медіана — 124 816). Медіана доходів становила 79 145 доларів для чоловіків та 63 073 долари для жінок. За межею бідності перебувало 2,8 % осіб, у тому числі 1,1 % дітей у віці до 18 років та 3,6 % осіб у віці 65 років та старших.
Цивільне працевлаштоване населення становило 4953 особи. Основні галузі зайнятості: освіта, охорона здоров'я та соціальна допомога — 25,3 %, науковці, спеціалісти, менеджери — 16,8 %, фінанси, страхування та нерухомість — 12,6 %, виробництво — 9,2 %.

## Відомі люди
- Джон Форд (1894–1973) — видатний американський кінорежисер, письменник.